# Heinrich Steinmann (Ingenieur, 1899)
Heinrich Steinmann (* 1. August 1899 in Gitter; † 11. März 1969 in Köln) war ein deutscher Ingenieur und Flughafendirektor des Köln-Bonner Flughafens Konrad-Adenauer.

## Leben
Steinmann besuchte die Volksschule in seinem Geburtsort Gitter. Von April 1914 bis August 1917 absolvierte er eine Ausbildung als Elektromonteur und Kolonnenführer bei der Überland-Zentrale Helmstedt. Von August 1917 bis November 1918 absolvierte er gegen Ende des Ersten Weltkriegs eine Fliegerausbildung bei der Fliegerersatzabteilung 5 in Hannover, an der Fliegerschule Halberstadt, bei der Fliegerersatzabteilung 14 in Halle und bei der Fliegerersatzabteilung 11 in Brieg. Anschließend war er bis April 1919 Flugzeugführer bei der Fliegerabteilung A/Grenzschutzfliegerabteilung 400.
In den Jahren 1919 bis 1921 besuchte Steinmann erneut die Schule und holte das Abitur nach. Danach studierte er bis August 1926 Maschinenbau und Elektrotechnik an der Technischen Hochschule (TH) Braunschweig. Im September/Oktober 1926 arbeitete er nach dem Diplom-Abschluss als Technischer Leiter des Flughafens Braunschweig, dann bis Juni 1928 als Technischer Leiter, Prokurist und zweiter Geschäftsführer des Flughafens Braunschweig. Im Juli 1928 wurde er Direktor der Flughafen-Gesellschaft Braunschweig und war bis September 1932 im Amt. Am 25. Februar 1932 trat Steinmann der NSDAP bei (Mitgliedsnummer 1.058.571).
Von Oktober 1932 bis August 1933 war Steinmann Assistent am Institut für Ingenieur-Bauwesen und Straßenbau der TH Braunschweig und fungierte von August bis Oktober 1933 als Bauleiter der Neubauleitung des Flughafens Braunschweig. Im November 1933 wechselte er in der Baugruppe der Deutschen Verkehrsfliegerschule (DVS) und war dort bis März 1935 Abteilungsleiter.
Am 16. März 1935 promovierte er zum Doktoringenieur an der TH Braunschweig. Anschließend arbeitete er bis März 1942 als Referent und Gruppenleiter der Gruppe LD 7 IV (Maschinenwesen) der Abteilung LD 7 (Technische Fachgebiete) in der Amtsgruppe Bau im Luftwaffenverwaltungsamt des Reichsluftfahrtministeriums. Am 1. September 1935 wurde er zum Regierungsbaurat ernannt, am 1. Juli 1936 zum Oberregierungsbaurat. Am 1. April 1939 folgte die Ernennung zum Ministerialrat. Von August 1937 bis 1945 hatte er eine Honorarprofessur an der Wehrtechnischen Fakultät der Technischen Hochschule Berlin inne.
Nach Beginn des Zweiten Weltkriegs war er von Juni bis Oktober 1940 zum Luftflottenkommando 2/Luftgaukommando Belgien-Nordfrankreich abkommandiert worden. Im März 1942 verließ er das Luftwaffenverwaltungsamt und war bis Mai 1945 Abteilungschef der Abteilung V10 (Maschinenwesen) in der Amtsgruppe III (Bau) im Luftwaffenverwaltungsamt des Reichsluftfahrtministerium. In dieser Funktion wurde er am 1. September 1944 zum Ministerialdirigenten ernannt. Nach dem Ende des Zweiten Weltkriegs war er von November 1945 bis 1946 in Kriegsgefangenschaft.
In den Jahren 1950/51 war er Gutachter der Landesregierung Nordrhein-Westfalen für den Wiederaufbau der zivilen Luftfahrt. Die Entwicklung des Konrad-Adenauer-Flughafens im Kölner Raum ist in dieser Zeit auf seine Initiativen zurückzuführen. Daran im Anschluss wurde er Flughafendirektor dieses neuen Flughafens und Leiter der Geschäftsführung der 1951 gegründeten Flughafen Wahn GmbH. Bei Erreichen der Altersgrenze 1964 schied Steinmann aus der technischen Leitung des Flughafens aus. Er war Mitglied (Mitgliedsnummer 381370) des Vereins Deutscher Ingenieure (VDI) und Arbeitskreisleiter Luftfahrttechnik des Kölner Bezirksvereins des VDI.